# Dasychira jacksoni
Dasychira jacksoni är en fjärilsart som beskrevs av Collenette 1936. Dasychira jacksoni ingår i släktet Dasychira och familjen tofsspinnare. Inga underarter finns listade i Catalogue of Life.